# BoraJet
BoraJet – nieistniejąca turecka regionalna i czarterowa linia lotnicza z siedzibą w Stambule, od 24 kwietnia 2017 w stanie zawieszenia działalności.

## Historia
Głównym hubem był port lotniczy Stambuł - Sabiha Gökçen. Linia została założona w 2008. Flota składała się z 12 samolotów typu Embraer 190/195, a wcześniej eksploatowane były również turbośmigłowe ATRy 72. Na trasach krajowych latała m.in. do Adany, Ankary, Antalyi, Çanakkale, Izmiru, Tokatu i Trabzonu. Obsługiwała również kilka tras międzynarodowych do Berlina, Monachium czy Kolonii-Bonn.
BoraJet realizowała także loty czarterowe na trasach z Antalyi oraz Stambułu do kilkudziesięciu miast europejskich m.in. Rzymu, Barcelony, Wenecji, Belgradu, Sewilli, Budapesztu, Zurychu, Stuttgartu czy Hamburga.
BoraJet zawiesiła wszystkie połączenia, zarówno rozkładowe, jak i czarterowe 24 kwietnia 2017 roku z powodu braku odpowiedniej liczby sprawnych samolotów. Linia zamierza wrócić na rynek od 2018 roku.